# Кевин Бари
Кевин Бари (на английски: Kevin Barry) е ирландски писател.
Роден е през 1969 година в Лимерик. През ранните си години пътува много, публикува първата си книга през 2007 година. За първия си роман „Град Бохейн“ (City of Bohane, 2011) получава Международна дъблинска литературна награда и Награда за литература на Европейския съюз. През следващите години продължава да публикува романи и сборници с разкази.